# Купчинці (Тернопільський район)
Ку́пчинці — село в Україні, у Купчинецькій громаді Тернопільського району Тернопільської області. Розташоване на річці Стрипа, в центрі району. До 2018 — центр Купчинецької сільської ради, якій було підпорядковане село Драгоманівка. Від 2018 року — центр Купчинецької сільської громади. Через село проходить автодорога Т 2006 (Бучач — Білявинці — Зарваниця — Городище; стан на початок зими 2013—2014 — задовільний з натяжкою як для територіальних доріг).
Населення — 1302  особи (2014 р.)

## Історія

### Походження назви
Назва с. Купчинці походить від слова «купець»[джерело?]. За давніми переказами[джерело?] на цій території довший період перебували купці, які запам'ятались жителям.

### Перша писемна згадка
12 ст. на місці Купчинців було містечко Бродилів, яке зруйнувала монголо-татарська орда.
Перша писемна згадка — 1312 р. 1564 р. Купчинці згадане як місто.
1648–1649 містечко разом із замком зазнало значних руйнувань. Поблизу села 30 серпня 1650 Іван Богун розбив польське військо гетьмана Калиновського. 2 травня (або 12 1651 року біля села відбулася невелика сутичка між козацькими та польськими військами.
У листопаді 1672 німецький мандрівник Ульріх фон Вердум відвідав Купчинці і залишив його опис.
За часів австрійського панування Купчинці втратили статус містечка.
У дорадянський час діяли філії українських товариств «Просвіта», «Сокіл», «Січ», «Сільський господар», «Союз українок» та інші товариства, Братство тверезості.
Розпорядженням міністра внутрішніх справ присілок «Мар'янка» 1 липня 1926 р. вилучено із сільської гміни (самоврядної громади) Купчинці Тернопільського повіту Тернопільського воєводства й утворено самоврядну адміністративну гміну.
1 серпня 1934 р. внаслідок адміністративної реформи Купчинці включені до новоствореної у Тернопільському повіті об'єднаної сільської гміни Яструбове.
На 1 січня 1939-го в селі з 3020 жителів було 2790 українців-греко-католиків, 120 українців-латинників, 30 поляків, 30 польських колоністів міжвоєнного періоду і 50 євреїв.
12 червня 2020 року, відповідно до розпорядження Кабінету Міністрів України № 724-р «Про визначення адміністративних центрів та затвердження територій територіальних громад Тернопільської області» увійшло до складу Купчинецької сільської громади.
19 липня 2020 року, в результаті адміністративно-територіальної реформи та ліквідації Козівського району, село увійшло до складу Тернопільського району.

## Населення
За даними перепису населення 2001 року мовний склад населення села був таким:

### Мова
Розподіл населення за рідною мовою за даними перепису 2001 року:
| Мова       | Кількість | Відсоток |
| ---------- | --------- | -------- |
| українська | 1243      | 99.92%   |
| російська  | 1         | 0.08%    |
| Усього     | 1244      | 100%     |

Місцева говірка належить до наддністрянського говору південно-західного наріччя української мови.

## Пам'ятки

Пам'ятник Іванові Франку

### Археологічні
Поблизу Купчинців виявлено археологічні пам'ятки давньоруської культури.

### Пам'ятники
- Братська могила воїнам РА (1944),
- Пам'ятник на честь загиблих. Постать воїна з автоматом, встановлена на прямокутному постаменті. Напис: «Слава воїнам-односельчанам, які загинули в роки Великої Вітчизняної війни 1941—1945 р». Перед постаментом — лавровий вінок. Матеріал — бетон, камінь-пісковик.
- Пам'ятник І. Франку (1970, скульптор Іван Гончар, архітектор Борис Гаврилюк).[12]
- Пам'ятник П. Думці (1994, скульптор І. Мулярчук).
- Пам'ятні хрести на честь скасування панщини, заснування Братства тверезості (1878).
- Насипана символічна могила Борцям за волю України (1991).

### Природничі
Орнітологічний заказник місцевого значення Канали.

## Соціальна сфера
Працюють загальноосвітня школа І-ІІІ ступенів, клуб, бібліотека, ФАП, відділення зв'язку, торговельні заклади.

## Релігія
Є церква Введення в храм Пресвятої Богородиці (1899, кам'яна), капличка (1991, кам'яна).

## Відомі люди

### Народилися
- Іван Блажкевич — педагог, культурно-освітній діяч, чоловік Іванни Блажкевич.[13]
- Ілля Блажкевич — вчений-юрист.
- Ілько Блажкевич — культурно-освітній діяч.
- Олександр Вільчинський — письменник[14]
- Павло Думка, В. Криса — поети, громадські діячі.
- Ольга Заставецька — український вчений-географ, педагог.
- Микола Косар — краєзнавець, поет-сатирик
- Михайло Косар — український громадський діяч, поет, публіцист
- Богдан Пастух — бібліограф, фольклорист[15]
- Петро Мороз — художник
- Дмитро Стецько — український художник
- Михайло Мазуркевич —  американський кіноактор, спортсмен, магістр мистецтв.
- Ярослав Олійник — український економіко-географ, професор, декан географічного факультету Київського національного університету імені Т. Г. Шевченка, член-кореспондент Академії педагогічних наук України
- Ігор Починок — тренер з біатлону.
- Михайло Цибулько (1949—2017) — український художник, науковець, педагог.

### Пов'язані із селом
- неодноразово бував Іван Франко. Зокрема на селянському вічі 1894 року, потім двічі у наступному, 1895-му, під час виборчої кампанії до австрійського парламенту 1897 року і навесні 1902.[12]
- мав маєток, проживав Гладишовський Олександер — перший секретар посольства УНР в Швейцарії, Данії.[16][17]

## Галерея

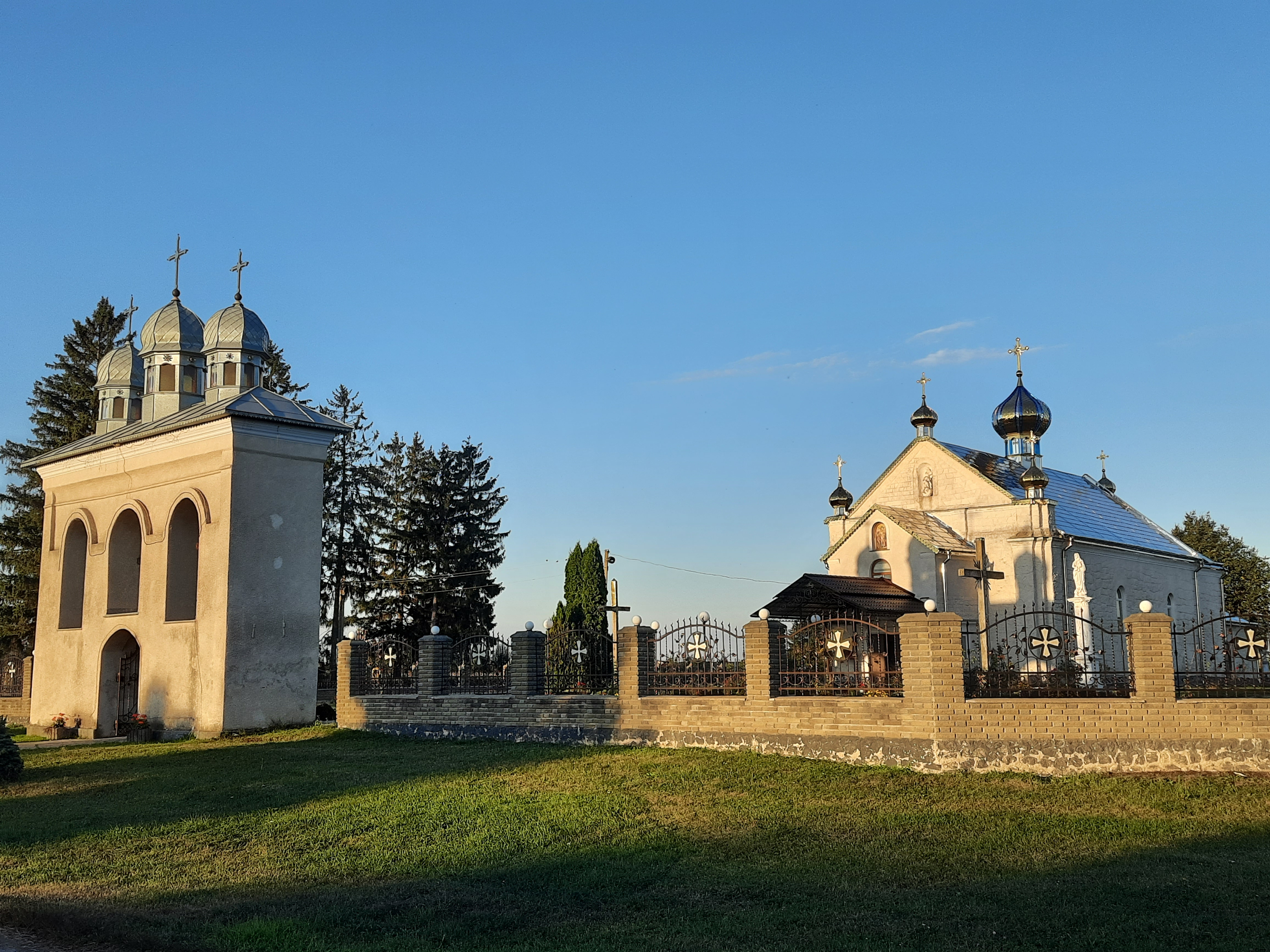
Церква Введення в храм Пресвятої Богородиці
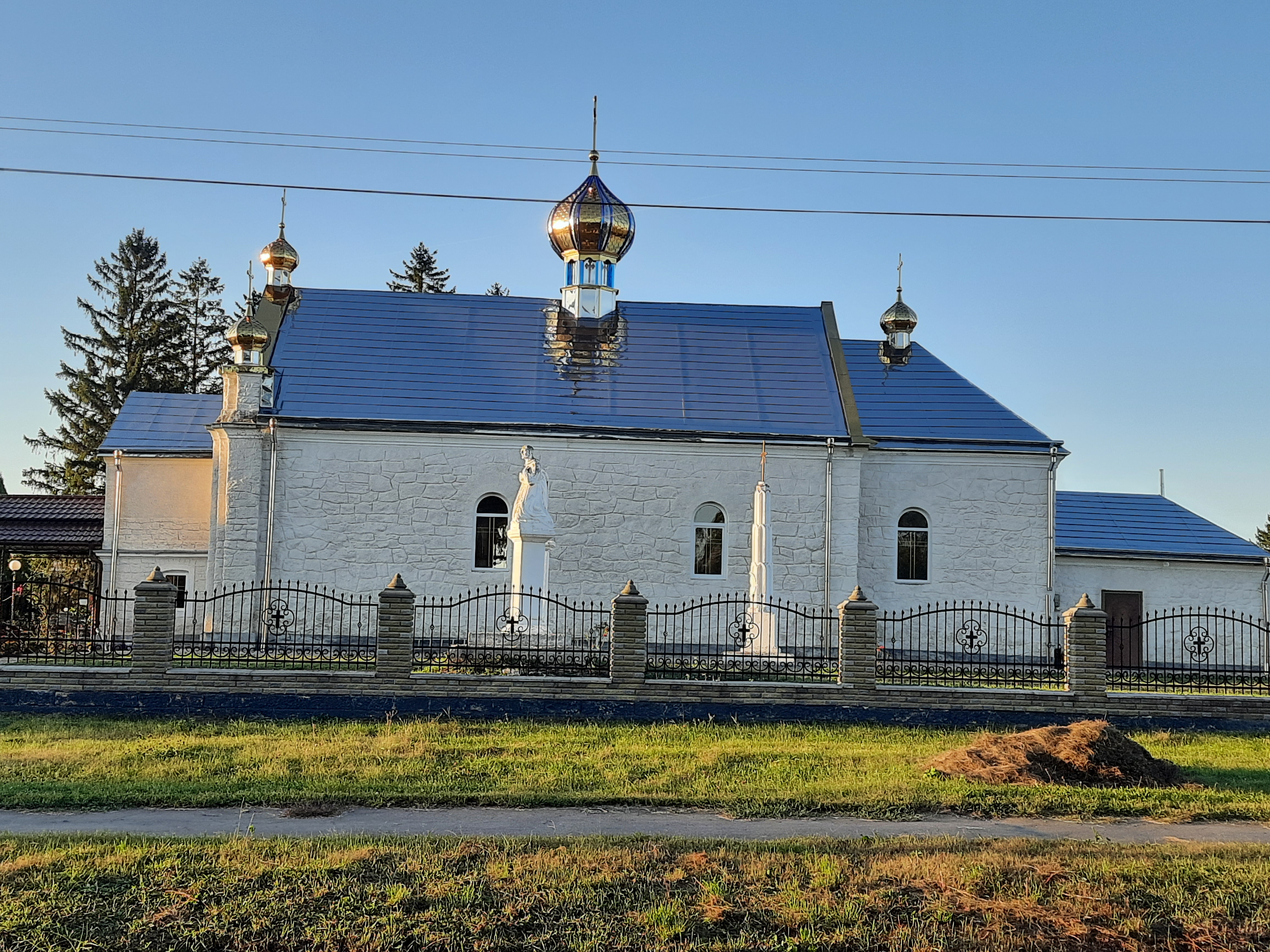
Церква Введення в храм Пресвятої Богородиці
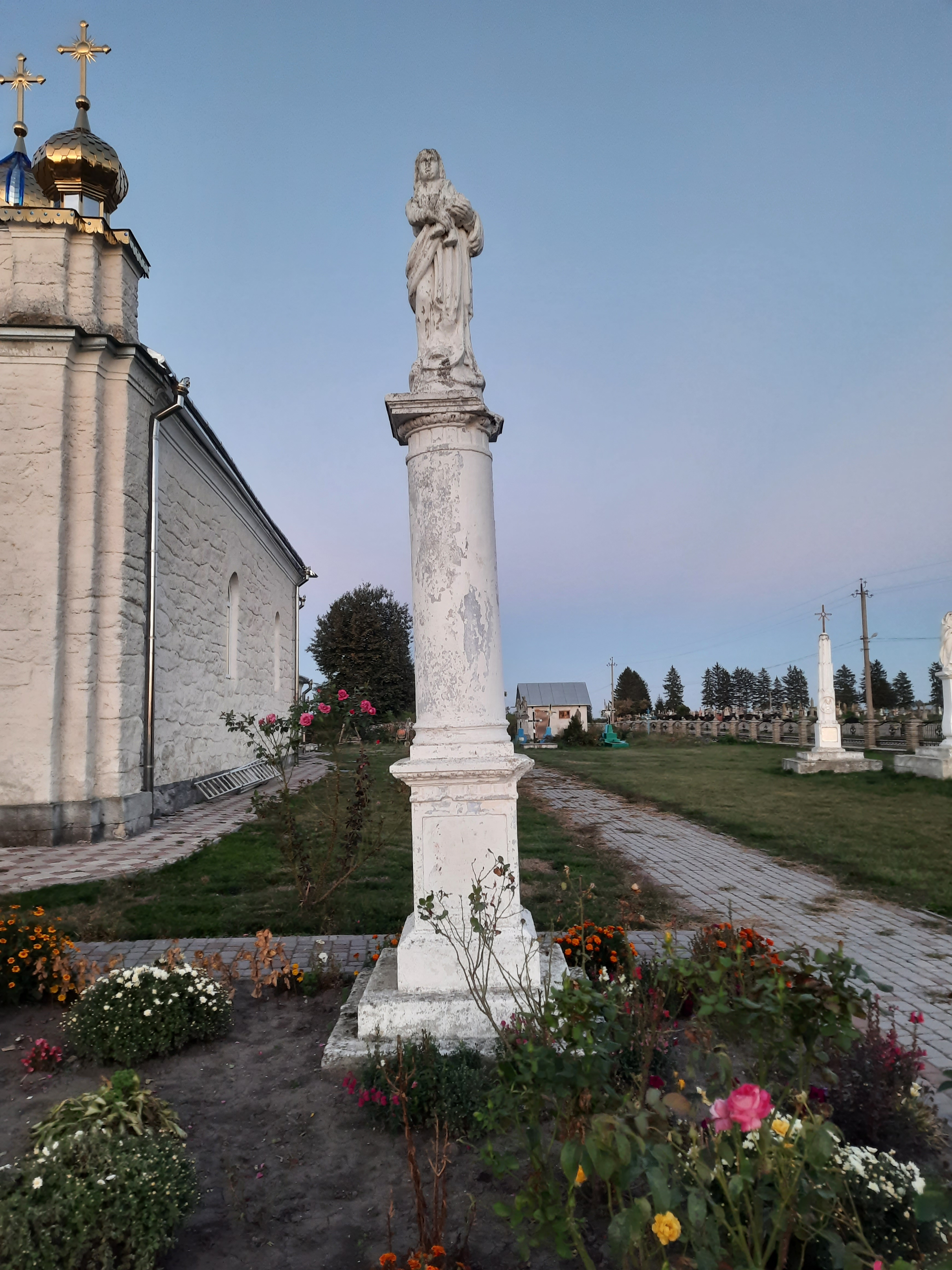
Статуя Божої Матері біля церкви
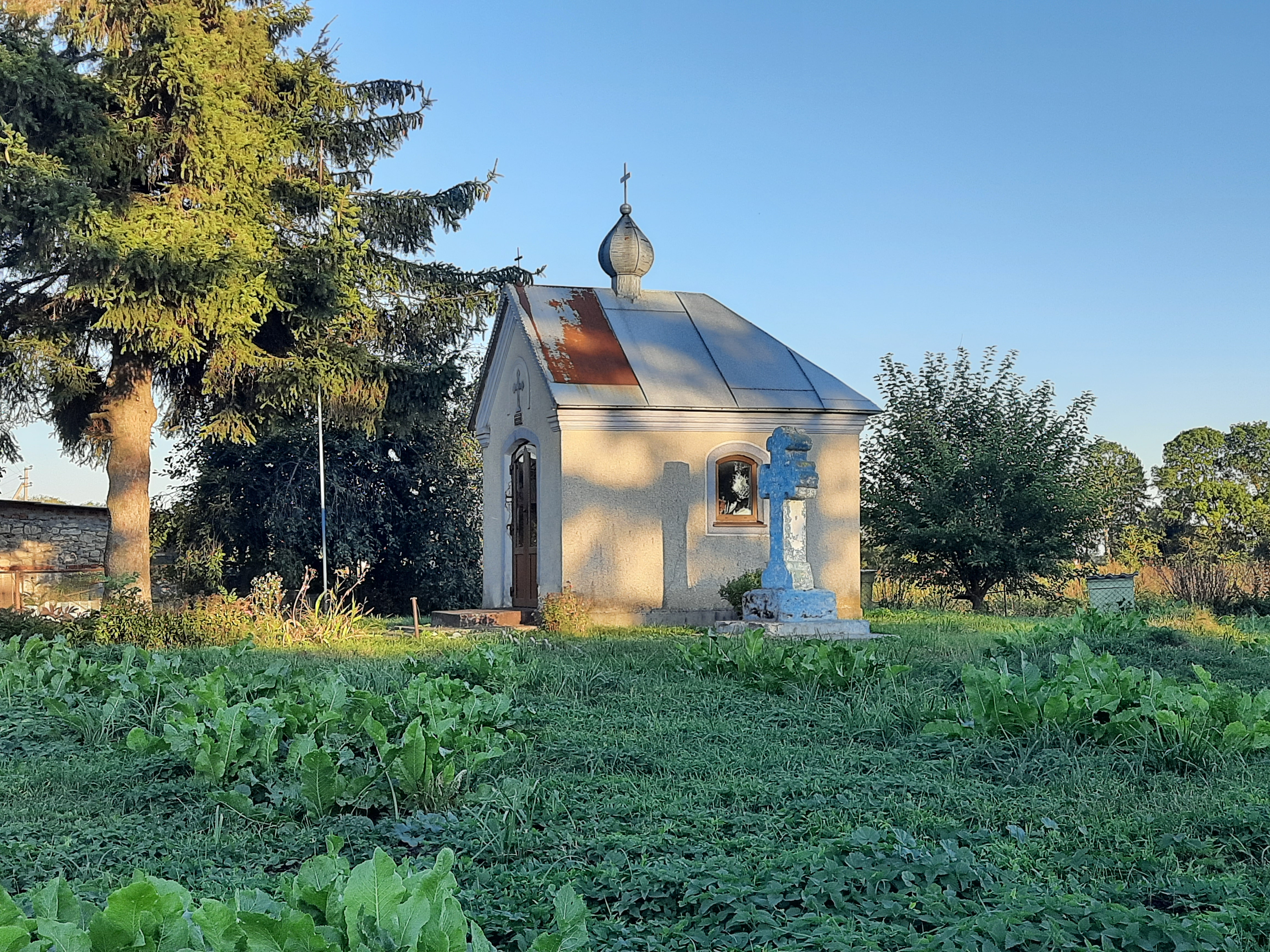
Каплиця
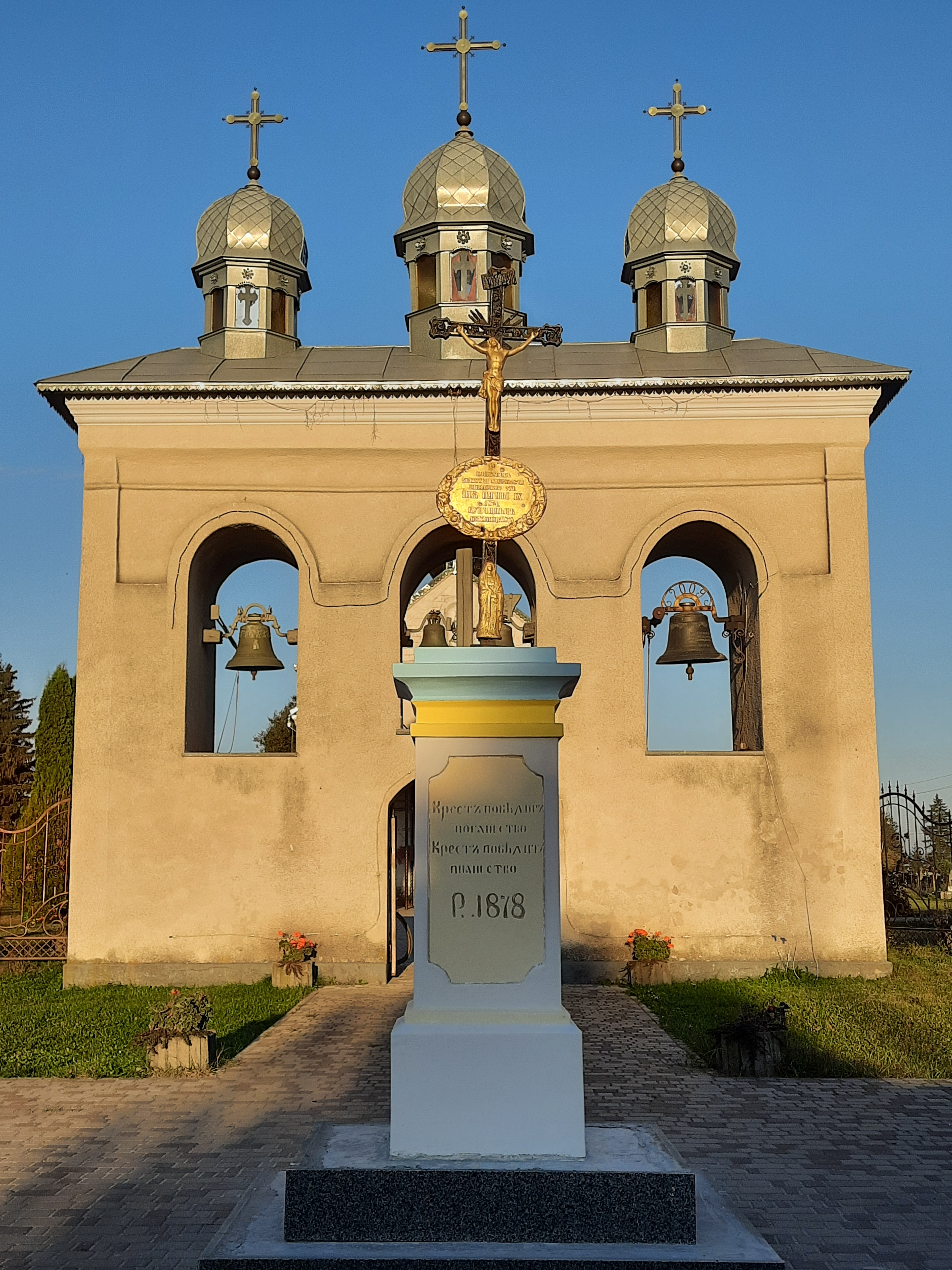
Пам'ятний хрест на честь заснування Братства тверезості
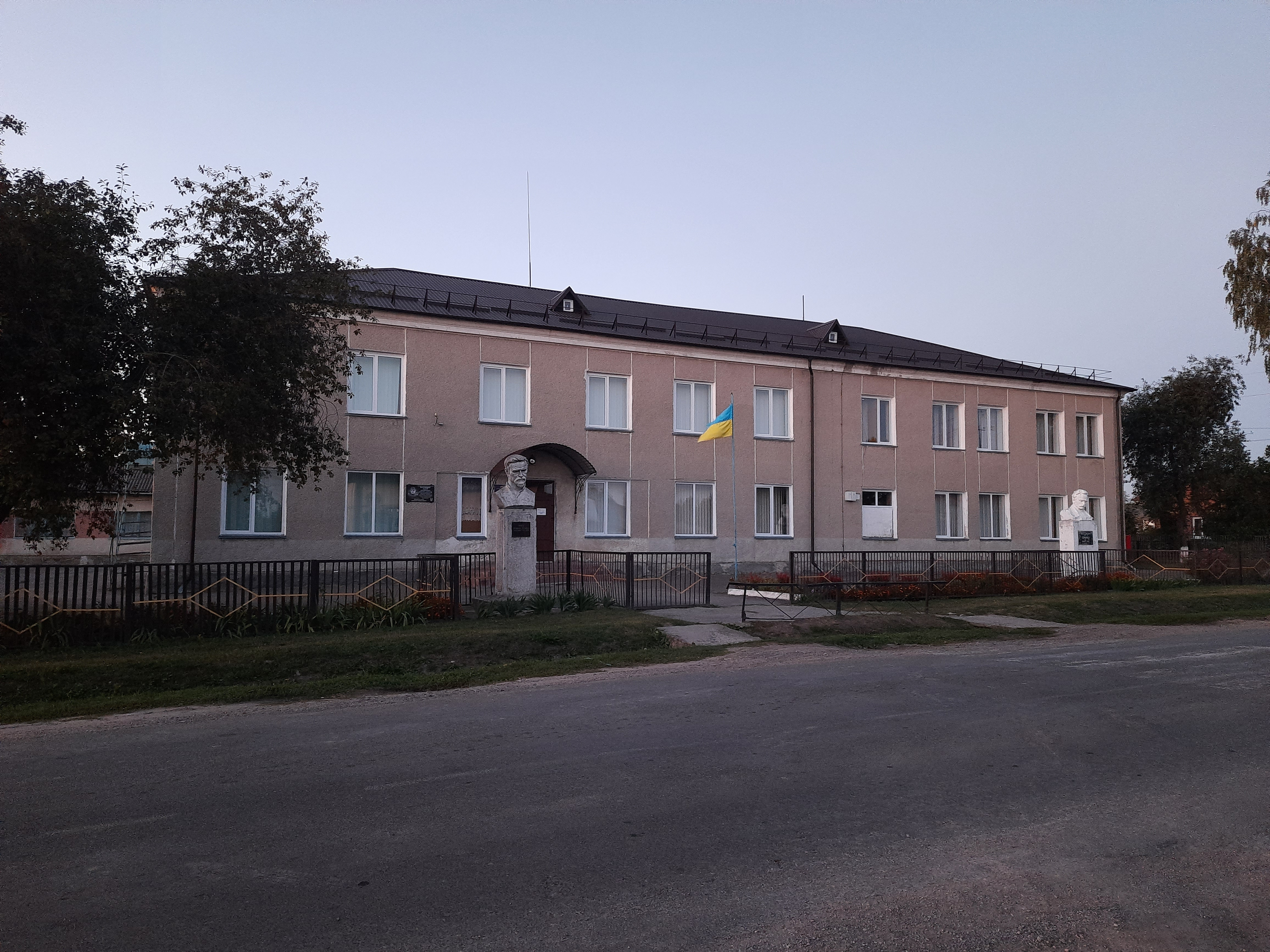
Школа
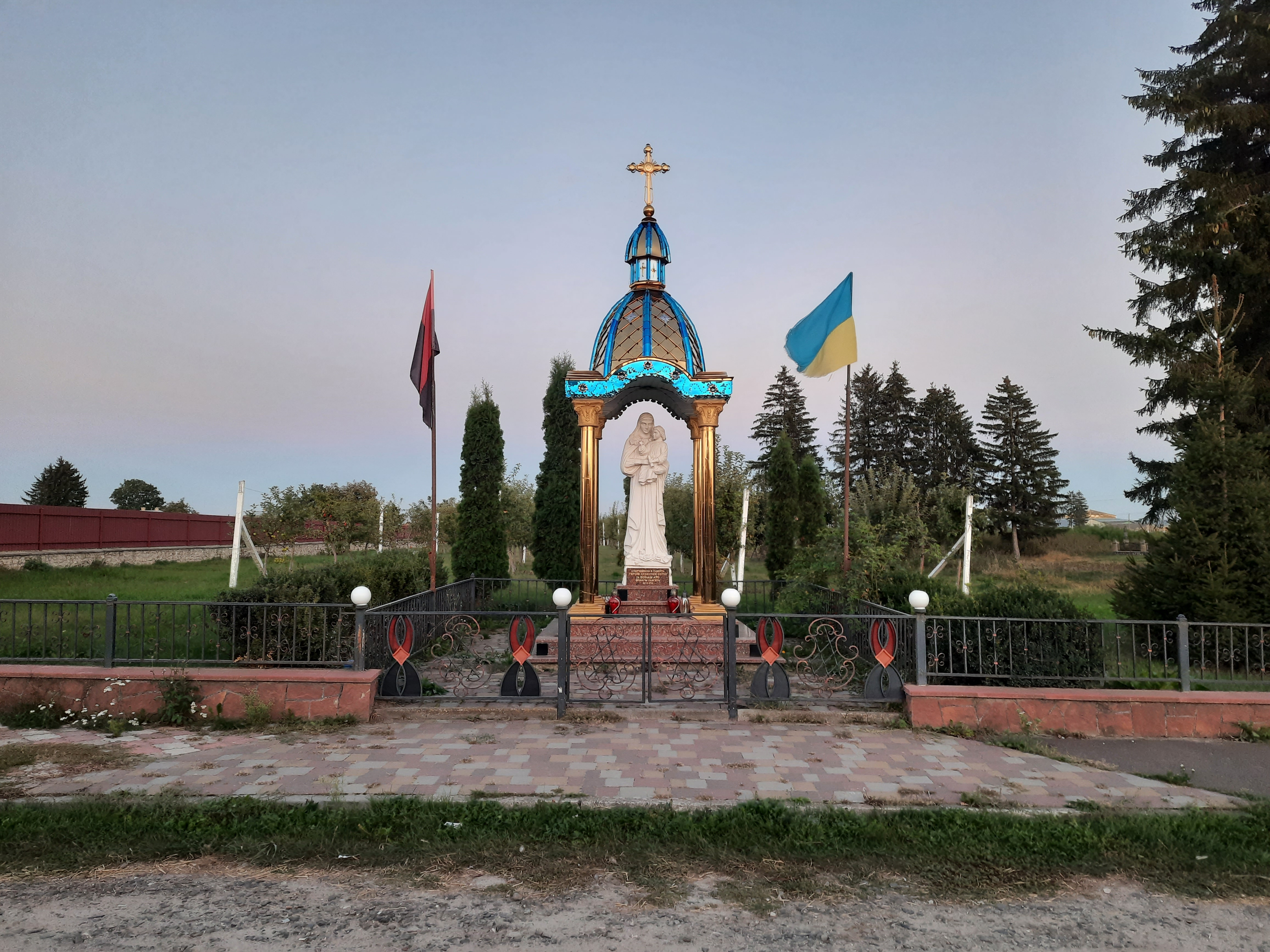
Статуя Божої Матері
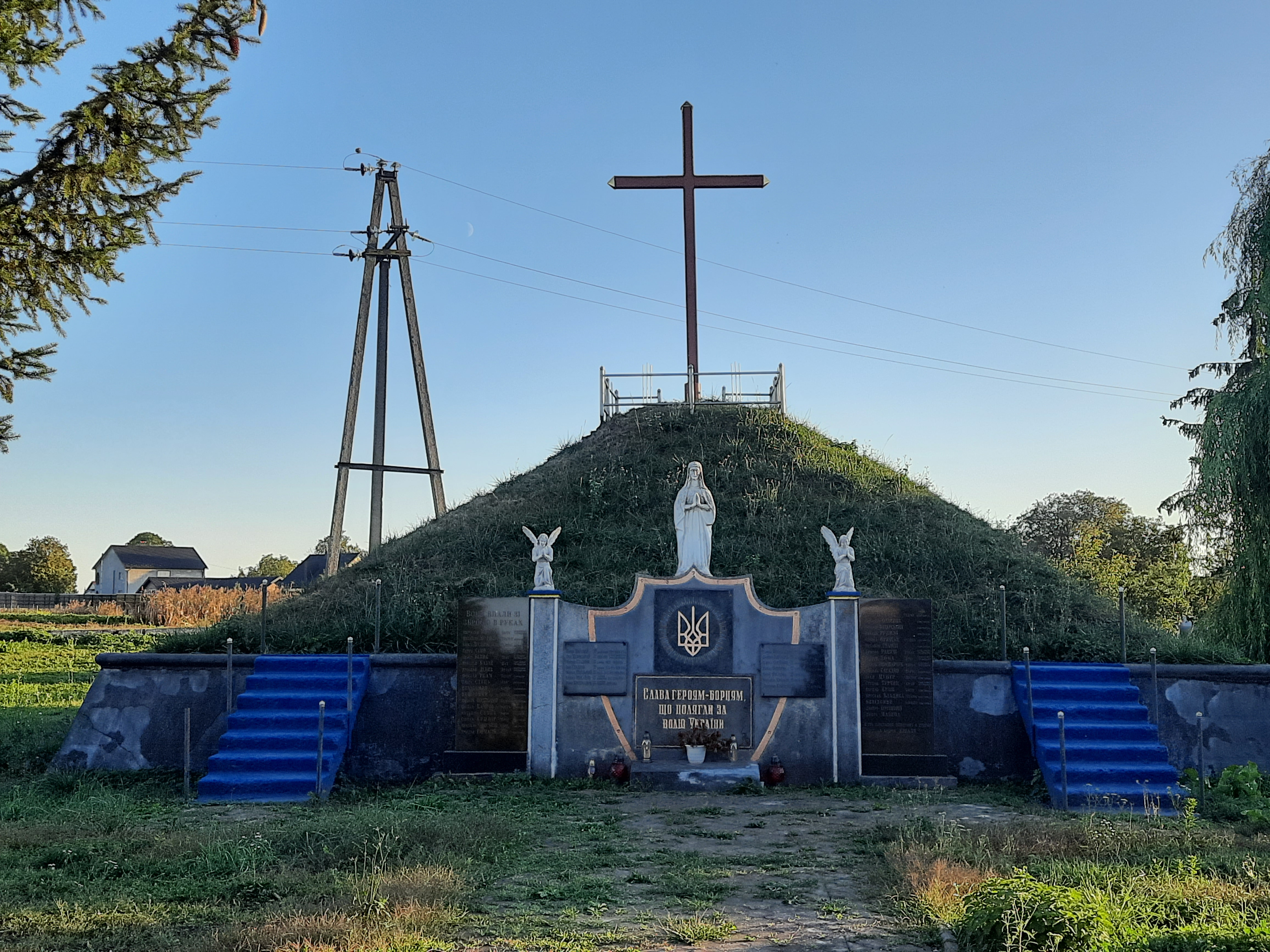
Символічна могила Борцям за волю України
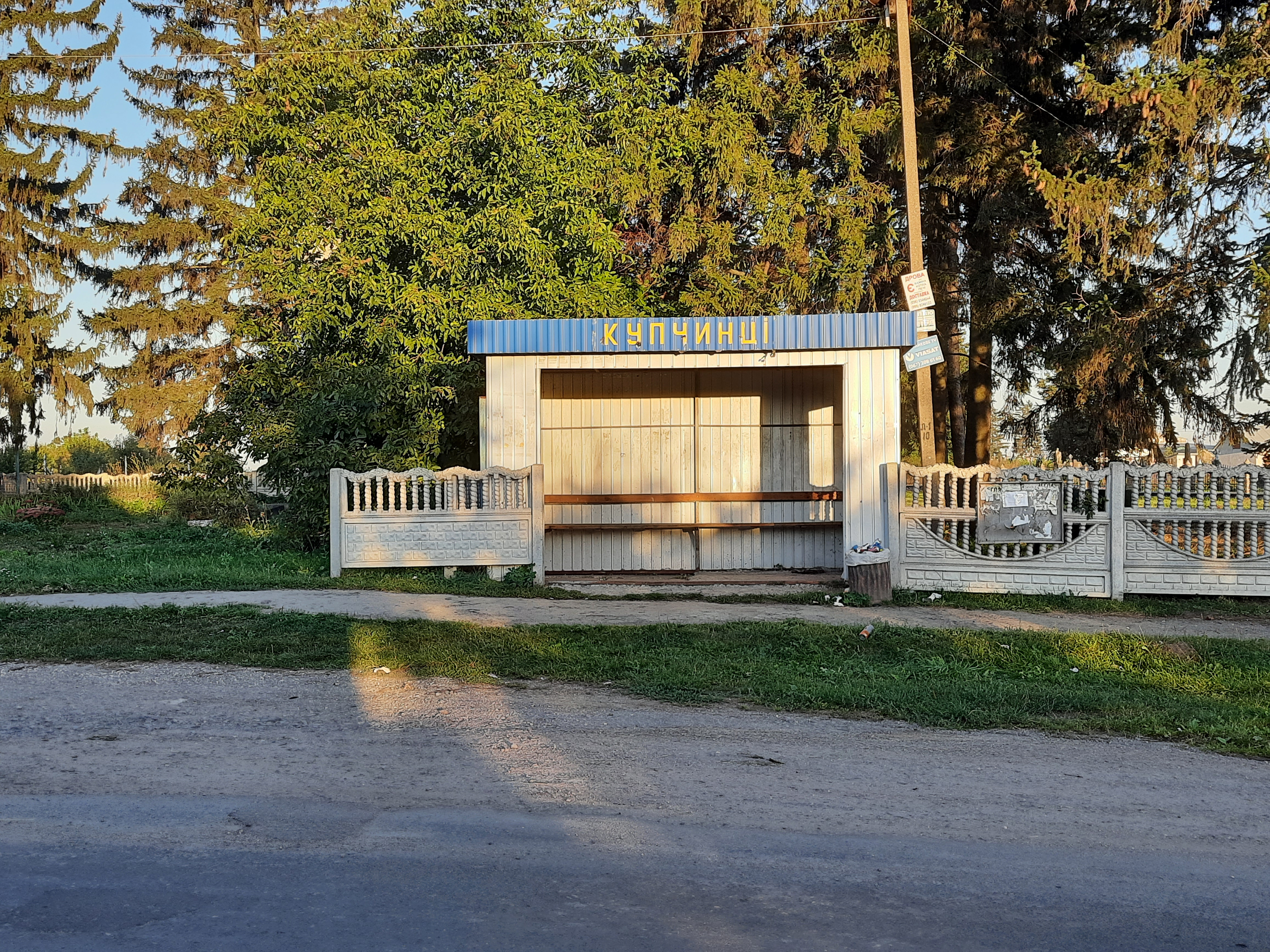
Автобусна зупинка